# Enger
Enger – miasto w Niemczech, położone w kraju związkowym Nadrenia Północna-Westfalia, w rejencji Detmold, w powiecie Herford. W 2014 roku liczyło 20 385 mieszkańców.

## Współpraca

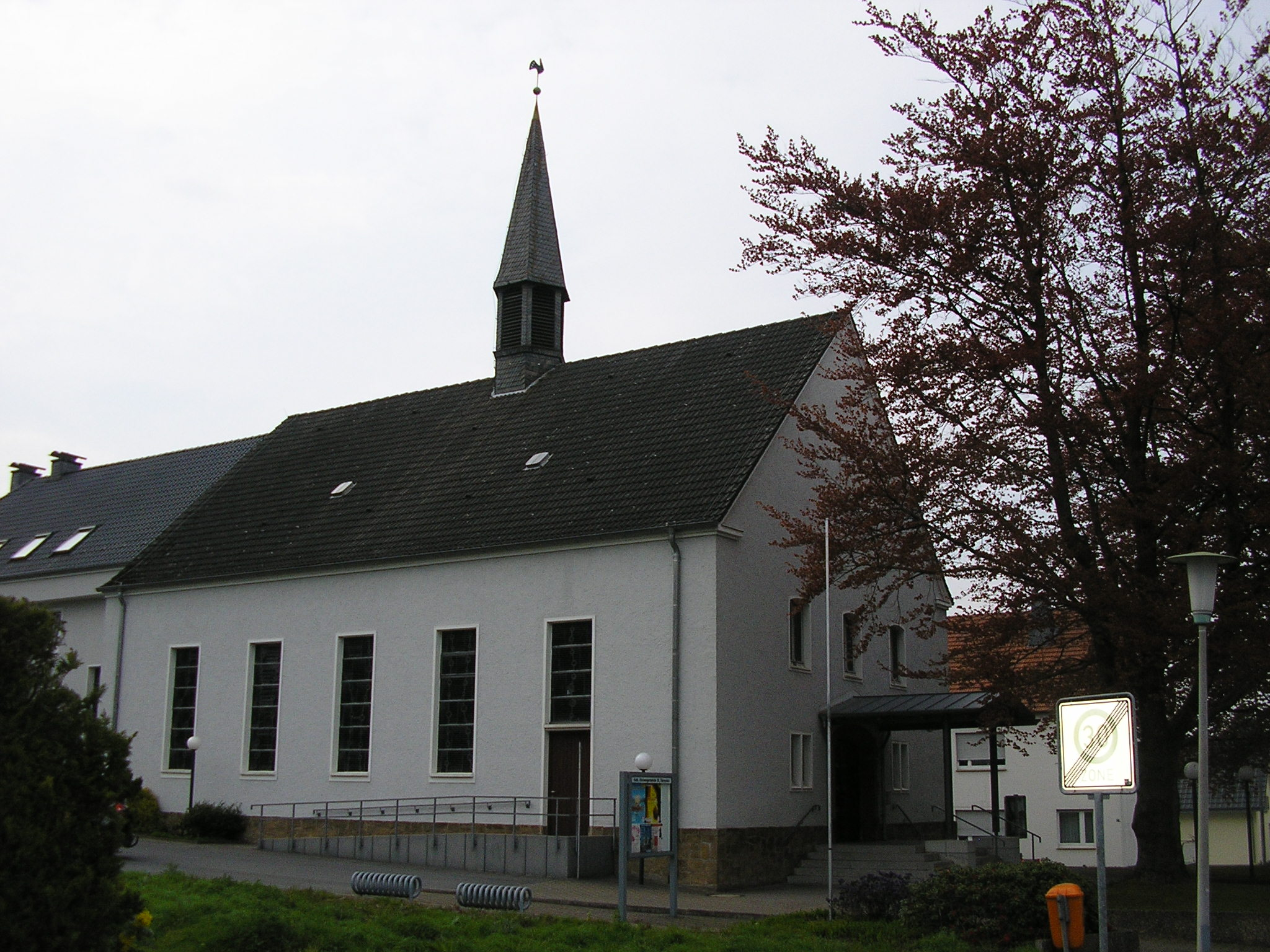
Kościół katolicki w Enger

Miejscowość partnerska:
- Lichtenstein/Sa., Saksonia